# Símun av Skarði
Símun av Skarði (Skarð, 1872. május 7. – Tórshavn, 1942. október 9.) feröeri költő, politikus és tanár. Nevéhez főződik a Feröeri Népfőiskola megalapítása, valamint ő írta a feröeri himnusz szövegét.

## Pályafutása
Kunoy szigetén, Skarðban született.

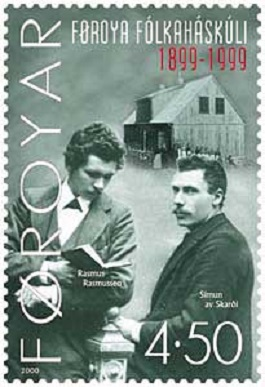
Rasmus Rasmussen és Símun av Skarði

A tórshavni tanárképző főiskolán ismerte meg Sanna Jacobsent, akivel együtt tették le a záróvizsgát 1896-ban, majd eljegyezték egymást. Símun már ekkor úgy döntött, hogy az általános iskolai rendszer helyett egy népfőiskolát keresnek, és fiatal feröerieket hívnak meg oda. Még ebben az évben felkeresték az Askov højskolét. Itt találkozott először Rasmus Rasmussennel, akit beavatott a feröeri népfőiskola létrehozásáról szóló tervébe. Elhatározták hogy együttműködnek, és a cél érdekében tanulni kezdtek. Két éven keresztül az Askov højskole, majd egy évig a koppenhágai Statens Lærerhøjskole (az országos posztgraduális tanárképző főiskola) hallgatói voltak. Símun főként történelmet és nyelveket tanult, Rasmus pedig természettörténetet és matematikát.
A Feröeri Népfőiskola 1899 telén indult el Klaksvíkban. Még ugyanebben az évben megkezdődött a népfőiskola épületének építése a várostól nyugatra fekvő tengerparton. Símun av Skarði az alapítástól 1942-ig volt az iskola igazgatója.
1906-ban írta meg Tú alfagra land mítt kezdetű versét, amely a Feröeri himnusz szövege lett.
1906-tól 1914-ig a Løgting képviselője volt a Sjálvstýrisflokkurin színeiben.

## Családja
Szülei Elsa sz. Matras Viðareiðiből és Johannes Johannesen Skarðból. Testvére, Anna Suffía av Skarði Rasmus Rasmussen felesége lett. Felesége a tórshavni Sanna av Skarði (szül. Jacobsen) volt. Dédunokája Sólrun Løkke Rasmussen, Lars Løkke Rasmussen dán miniszterelnök felesége.